# Ganggrab von Ludserød

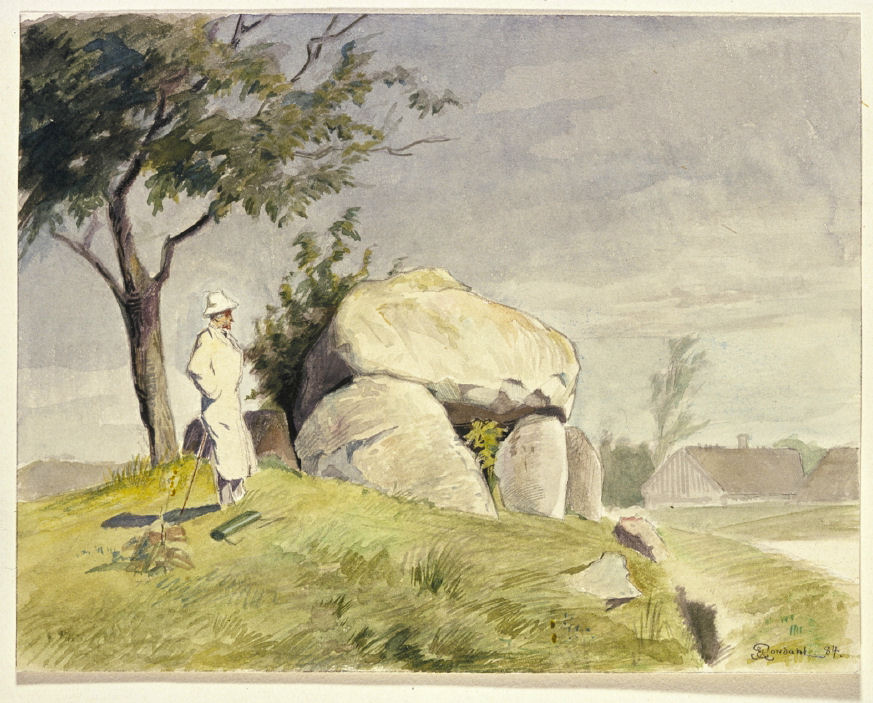
Ganggrab von Ludserød – Aquarell von Jacob Kornerup

Das Ganggrab von Ludserød (auch Ludserød Jættestue genannt) liegt in Blovstrød (auch Bloustrød), westlich von Birkerød auf der dänischen Insel Seeland.
Das Ganggrab (dänisch Jættestue) entstand zwischen 3500 und 2800 v. Chr. als Megalithanlage der Trichterbecherkultur (TBK). Es ist eine Bauform jungsteinzeitlicher Megalithanlagen, die aus einer Kammer und einem baulich abgesetzten, lateralen Gang besteht. Diese Form ist primär in Dänemark, Deutschland, den Niederlanden und Skandinavien sowie vereinzelt in Frankreich zu finden.

## Beschreibung
Das oben offene rechteckige Ganggrab wird nur am Rand von einem Deckstein bedeckt. Alle Tragsteine von Kammer und Gang sind in situ erhalten. Die etwa 4,2 m lange und 1,2 m breite Kammer besteht aus neun Tragsteinen und partiell erhaltenem Zwischenmauerwerk. Der lange Gang besteht aus sechs Tragsteinen pro Seite. Das Ganggrab liegt in einem gut erhaltenen, ovalen Rundhügel von etwa zwei Metern Höhe und etwa 16,0 × 13,0 m Durchmesser. Alle Randsteine des Hügels sind bis auf drei an der Nordseite ausgegangen.